# フレモント・ストリート

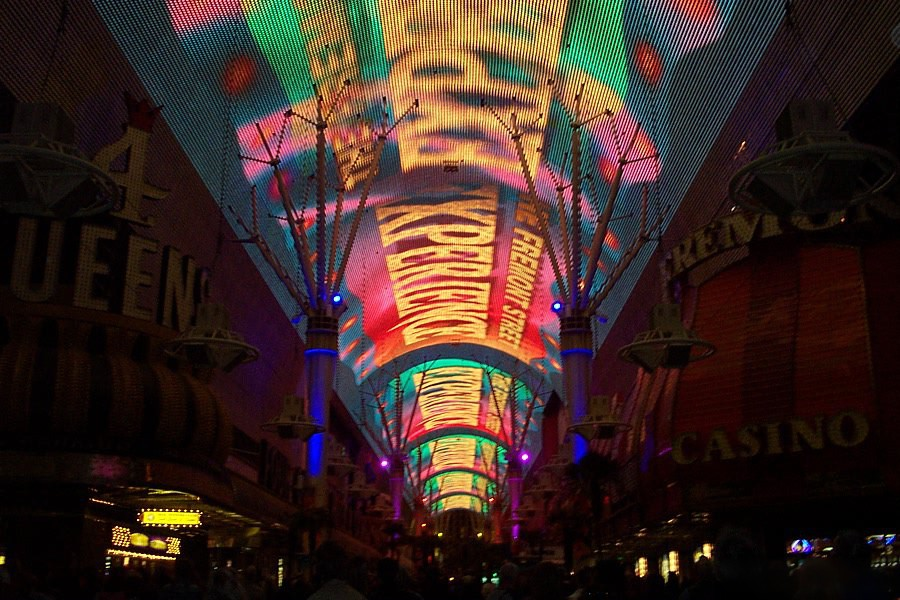
スペースフレーム構造の屋根が輝く、フレモント・ストリートのイルミネーション。

フレモント・ストリート（英名:Fremont Street）は、アメリカ合衆国ネバダ州ラスベガスにあるストリートの名称。アメリカのシーニック・バイウェイであるラスベガス・ストリップの延長にあり、ラスベガスでも2番目に有名なストリートとされる。フレモント・ストリートはダウンタウンにおける主要なカジノ通りである。ストリートはビニオンズ・ホテル・カジノ、エルドラド・クラブ、フレモントホテル・カジノ、ゴールデンゲート・ホテル・カジノ、ゴールデン・ナゲット、ザ・ミント・ラスベガス、パイオニア・クラブなど、多くの著名なカジノの集まる場所である。

## 概略

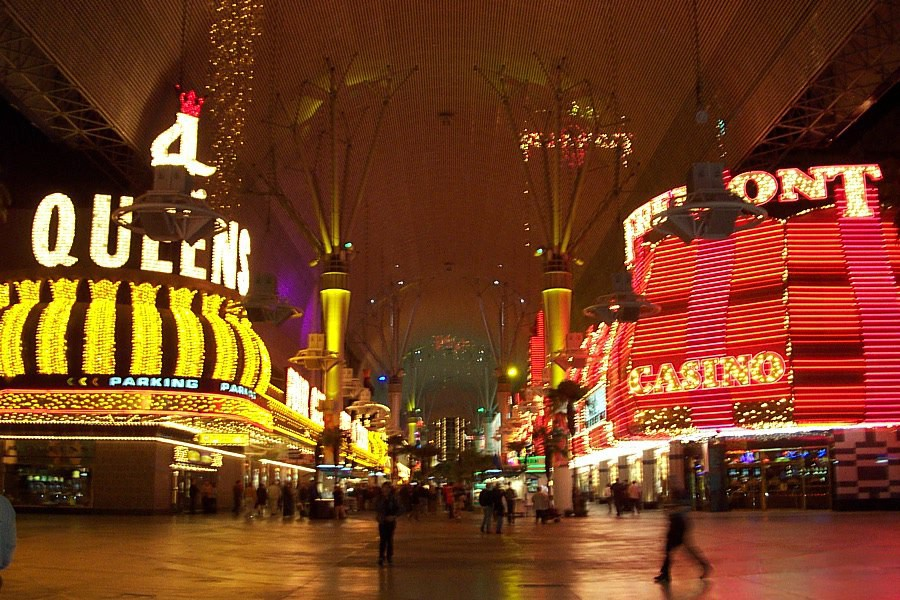
夜のフレモント・ストリート

フレモント・ストリート・エクスペリエンスの建設に先んじて、フレモント・ストリートはほぼ毎回テレビ番組やラスベガスの照明を目立たせる映画の中に登場するなど、ラスベガスを具現したようなものであった。そのネオンの過剰な消費ゆえに、ストリートは「グリッター・ガルチ（Glitter Gulch、輝く峡谷）」という愛称で呼ばれるようになった。

## 歴史
フレモント・ストリートの始まりは、ラスベガスそのものが設立された1905年にさかのぼる。合法化される前より既にギャンブルが優に確立されていた一方で、1931年にノーザン・クラブが最初にネバダ州から発行された6つの賭博免許を受領し、同時にフレモント・ストリートに設立した最初の賭博場であった。
最終的には1994年9月に車両の通行を完全に閉鎖、以降はフレモント・ストリート・エクスペリエンスの建設に着手することとなった。

## 映画・メディア界における歴史
2004年のアメリカ映画、「ドッジボール:トゥルー・アンダードッグ・ストーリー」では、スティーブがフレモント・ストリート・エクスペリエンスにいるのが見られる。
またラップ・アーティストのアイス・キューブは、「クローム・アンド・ペイント」のミュージックビデオをフレモント・ストリートで撮影し、アイス・キューブ自身が車高の低い車で登場する。ロックバンド、パニック！アット・ザ・ディスコは、フレモント・ストリートにある「ビルド・ゴッド、ゼン・ウィール・トーク」という名の安いモーテルについての曲を書いている。そのほか、テレビシリーズの「ザ・スタンド」では、フレモント・ストリートが強く呼び物にされている。